# Битва при Адуатуке
Битва при Адуатуке — сражение между римскими войсками и галльским племенем эбуронов под предводительством Амбиорикса, произошедшее в 54 году до н. э. около города Адуатука.

## Предыстория
В 54 году до н. э. вследствие плохого урожая в Галлии Цезарь был вынужден разместить свою армию на зимовку по большему количеству племён, чем в прошлые годы.
По одному легиону под командованием легатов Гая Фабия, Квинта Туллия Цицерона, Луция Росция и Тита Лабиена было отправлено к моринам, нервиям, эсувиям и ремам соответственно.
Три легиона под командованием квестора Марка Лициния Красса и легатов Луция Мунация Планка и Гая Требония были расположены в Белгике.
Легион и 5 когорт под командованием Квинта Титурия Сабина и Луция Аврункулея Котты были отправлены к эбуронам.
Спустя 15 дней по прибытии Сабина и Котты эбуроны восстали и внезапно напали на лагерь римлян, однако, были отбиты. Эбуроны запросили переговоры, в ходе которых их вождь Амбиорикс заявил, что на этот день назначен штурм всех зимних лагерей римлян, а через 2 дня подойдет большой отряд германцев. Амбиорикс, помня о благодеяниях Цезаря (освобождение от дани в пользу адуатуков и возврат заложников), предложил римлянам отступить к лагерю Цицерона или Лабиена, а он обеспечит свободный проход по своей земле.
На военном совете Сабин предлагал последовать совету Амбиорикса, Котта — остаться в лагере. Но, так как из двух легатов старшим был Сабин, его точка зрения возобладала, и на рассвете римляне выступили.

## Ход битвы
Эбуроны разместили два отряда в засаде в 3 км от лагеря римлян. Как только римляне длинной колонной спустились в котловину, эбуроны отрезали их с двух сторон. Таким образом римские войска попали в «котёл». Легаты приказали войскам сгруппироваться в каре. Эбуроны стали обстреливать римлян с дальнего расстояния. Сабин, видя, что его войска несут серьёзные потери, решил просить пощады для себя и солдат. Когда он подошел к Амбиориксу, его окружили и убили. После этого эбуроны бросились в атаку и прорвали ряды римлян. С оружием в руках был убит Котта. Остальные отступили в лагерь, где до ночи выдерживали штурм. Однако, потеряв всякую надежду на спасение, они покончили с собой. Лишь немногие спасшиеся после сражения римляне добрались до лагеря Тита Лабиена — легата Цезаря.

## Последствия
После этой битвы вспыхнуло общегалльское восстание. К эбуронам примкнули адуатуки и нервии. Объединенными силами они осадили лагерь Цицерона. К лагерю Тита Лабиена подошли силы треверов. Только при помощи двух легионов Цезаря удалось снять осаду. Узнав об этом, треверы отошли от лагеря Лабиена.